# لوكومير
لوكومير (بالسيريلية Лукомир) هي قرية في البوسنة والهرسك. وهي تقع في بلدية كونييتش التابعة لكانتون الهرسك-نيريتفا في اتحاد البوسنة والهرسك. طبقا لنتائج تعداد البوسنة عام 2013 فقد كان عدد سكانها 41 نسمة.

### توزيع السكان حسب الجنسية (1991)

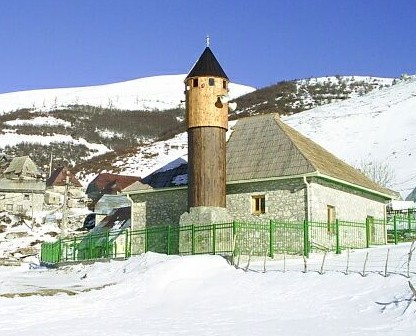
مسجد القرية

## التركيبة السكانية

### التطور التاريخي للسكان
| السنة  | 1961 | 1971 | 1981 | 1991 | 2013 |
| ------ | ---- | ---- | ---- | ---- | ---- |
| السكان | 288  | 317  | 248  | 156  | 41   |

## وصلات خارجية
- Maplandia (بالإنجليزية)